# Ян Найнг Оо
Ян Найнг Оо (бірм. ရန္ႏိုင္ဦး; нар. 31 березня 1996, Янгон) — м'янманський футболіст, що грає на позиції лівого вінгера в клубі «Янгон Юнайтед» та збірній М'янми. У складі молодіжної збірної М'янми став переможцем Трофею Хассанала Болкіаха у 2014 році, та був учасником молодіжного чемпіонату світу 2015 року.

## Клубна кар'єра
У дорослому футболі Ян Найнг Оо дебютував у 2015 році в команді «Зея Шве М'є», за яку провів один сезон. У 2016 році став гравцем команди «Шан Юнайтед». У складі команди він двічі, у 2017 і 2019 роках, ставав чемпіоном країни, зіграв у її складі 74 матчі в чемпіонаті країни. У квітні 2020 року Ян Найнг Оо став гравцем команди «Янгон Юнайтед».

## Виступи за збірну
У 2014 році Ян Найнг Оо розпочав виступи в молодіжній збірній М'янми. У складі молодіжної збірної він у 2014 році став переможцем регіонального турніру для молодіжних збірних — Трофею Хассанала Болкіаха. У 2015 році Ян Найнг Оо у складі молодіжної збірної став учасником молодіжного чемпіонату світу 2015 року, на якому забив перший гол турніру в матчі зі молодіжною збірною США. З 2016 року Ян Найнг Оо виступає у складі національної збірної М'янми, за яку зіграв 23 матчі.

## Титули і досягнення
- Чемпіон М'янми: 2017, 2019, 2020
- Володар Кубка М'янми: 2017
- Володар Суперкубка М'янми: 2019, 2020